# Quentin Fillon-Maillet
Quentin Fillon-Maillet (n. 16 august 1992, Champagnole⁠(d), Franche-Comté⁠(d), Franța) este un biatlonist ce a reprezentat Franța, medaliat olimpic. A participat la 2 ediții ale Jocurilor Olimpice (2018, 2022) în care a câștigat 2 medalii de aur și 3 medalii de argint.